# Murray Mendenhall
Murray Joseph Mendenhall (Amo, 5 marzo 1898 – 27 luglio 1972) è stato un allenatore di pallacanestro statunitense, professionista nella NBL e nella NBA.
Era il padre di Murray Mendenhall jr.

## Palmarès
- Campione NBL (1949)
- NBL Coach of the Year (1948)